# مادة غريبة
هناك عدة أنواع مقترحة للمادة الغريبة :
- الجسيمات الافتراضية وحالات المادة التي لها خصائص فيزيائية «غريبة» من شأنها أن تنتهك قوانين الفيزياء المعروفة، مثل الجسيمات التي لها كتلة سالبة.
- الجسيمات الافتراضية وحالات المادة التي لم يتم اكتشافها بعد، ولكن خصائصها ستكون ضمن مجال الفيزياء السائدة إذا كان لها وجود.
- العديد من الجسيمات التي تم تأكيد وجودها تجريبياً والتي تم تخمينها لتكون هادرونات غريبة وضمن النموذج القياسي.
- حالات المادة غير الشائعة، مثل مكثفات بوز-آينشتاين، مكثفات الفرميونية، المادة النووية، سائل الدوران الكمي، سائل شبكة الوتر، مائع فوق الحرج، مكثف زجاجي ملون، بلازما كوارك-غلوون، مادة ريدبيرج، ريدبيرج بولارون، المادة الضوئية، وبلورة الزمن ولكن خصائصها تقع بالكامل في نطاق الفيزياء السائدة.
- أشكال المادة غير المفهومة جيدًا، مثل المادة المظلمة والمادة المرآة.
- يتم وضع مادة عادية تحت ضغط مرتفع، مما قد يؤدي إلى تغييرات جذرية في خواصها الفيزيائية أو الكيميائية.
- مادة منتكسة
- ذرات غريبة

## كتلة سالبة
تمتلك الكتلة السالبة بعض الخصائص الغريبة، مثل التسارع في الاتجاه المعاكس للقوة المطبقة. على الرغم من عدم توافقها مع السلوك المتوقع للمادة «العادية»، فإن الكتلة السالبة متسقة رياضياً ولا تقدم أي انتهاك للحفاظ على الزخم أو الطاقة. يتم استخدامه في بعض نظريات المضاربة، مثل بناء الثقوب الدودية الاصطناعية ومحرك Alcubierre . أقرب ممثل حقيقي معروف لمثل هذه المادة الغريبة هو منطقة كثافة الضغط السالب الزائف الناتجة عن تأثير كازيمير.

## كتلة معقدة
الجسيم الافتراضي ذو الكتلة السكونية المعقدة ينتقل دائمًا أسرع من سرعة الضوء. تسمى هذه الجسيمات تاكيون. لا يوجد وجود مؤكد للتاكيون.
{\displaystyle E={\frac {m\cdot c^{2}}{\sqrt {1-{\frac {\left|\mathbf {v} \right|^{2}}{c^{2}}}}}}}
إذا كانت كتلة السكون {\displaystyle m} معقدة (رياضيا)، هذا يعني أن المقام معقد لأن الطاقة الكلية يمكن ملاحظتها وبالتالي يجب أن تكون حقيقية. لذلك، يجب أن تكون الكمية تحت الجذر التربيعي سالبة، وهذا لا يمكن أن يحدث إلا إذا كانت السرعة v أكبر من سرعة الضوء c . كما لاحظ جريجوري بينفورد وآخرون، فإن النظرية النسبية الخاصة تشير إلى أن التاكيونات، إذا كانت موجودة، يمكن استخدامها للتواصل مع الزمن إلى الوراء  (انظر الهاتف المضاد التاكيوني). نظرًا لأن السفر عبر الزمن يعتبر غير مادي، يعتقد الفيزيائيون أن التاكيونات إما غير موجودة أو غير قادرة على التفاعل مع المادة الطبيعية.
في نظرية المجال الكمومي، الكتلة المعقدة سوف تحفز تكاثف التاكيون.

## المواد تحت ضغط مرتفع
عند الضغط العالي، تم تحويل مواد مثل كلوريد الصوديوم (NaCl) بوجود فائض من الكلور أو الصوديوم إلى مركبات «ممنوعة» بواسطة الكيمياء الكلاسيكية، مثل Na3Cl</br> Na3Cl و NaCl3</br> NaCl3 . تتنبأ حسابات ميكانيكا الكم بإمكانية وجود مركبات أخرى، مثل NaCl7</br> NaCl7 ، Na3Cl2</br> Na3Cl2</br> Na3Cl2 و Na2Cl</br> Na2Cl . المواد مستقرة ديناميكيًا عند الضغوط العالية. قد توجد مثل هذه المركبات في البيئات الطبيعية التي توجد تحت ضغط مرتفع، مثل أعماق المحيط أو داخل نوى الكواكب. قد يكون للمواد خصائص خاصة مفيدة. على سبيل المثال، Na3Cl</br> Na3Cl هو معدن ثنائي الأبعاد، يتكون من طبقات من الصوديوم النقي والملح يمكنها توصيل الكهرباء. تعمل طبقات الملح كعوازل بينما تعمل طبقات الصوديوم كموصلات.

## روابط خارجية
- Exotic Matter and Negative Energy على يوتيوب
- The Riddle of AntiMatter على يوتيوب